# Симо Поповић
Војвода Симо Поповић је познати црногорски књижевник, писац и политичар. Истакао се као секретар књаза Николе, који му је доделио титулу војводе.

## Биографија
Гимназију је завршио у Сремским Карловцима и Пожуну (Братислава), где је похађао и словачки протестантски лицеј. Студирао је у Пожуну и у Београду, и био сарадник часописа "Виле". Око 40 година (од 1870. до 1906) је био у служби књаза Николе. Био је уредник "Црногораца" и "Гласа Црногораца".
Заступао је Црну Гору у различитим дипломатским и политичким мисијама.
Пуних 15 година био је први гувернер Црногорско приморске области.
Водио је ресор Министарства просвете Црне Горе и био члан Државног савета и Уставног одбора. Писао је песме, бавио се публицистиком и преводилачким пословима. Постао је познат по преводу индијског спева "Махабхарате".
Живот и рад војводе Поповића тесно је испреплетан са животом и политичком делатношћу књаза Николе. То се најбоље види из Мемоара војводе Поповића који су штампани тек 1995. године. У периоду од 1916. до 1919. године, био је у емиграцији, у Француској, заједно са краљем Николом. Налазећи се у дворској свити, сусрећући се са краљем, члановима његове породице и црногорске владе, војвода је био не само сведок већ и учесник догађаја од посебног историјског значаја за историју Црне Горе. У виду писама својој деци, Војвода Симо је стављао на хартију све што је видео, доживео и чуо, а сматрао вредним забележити и сачувати од заборава. Његови записи из времена рата препуни су података који досад нису били познати.
Умро је у Улцињу 1921. године.

## Галерија
- Надгробна плоча у Улцињу, 2015., поред цркве Св. Николе